# 乌克兰陆军第93机械化旅
第93“霍洛德尼亚尔”独立机械化旅  (烏克蘭語：93-тя окрема механізована бригада «Холодний Яр»,简称93 ОМБр/ 93 OMBr) 是乌克兰陆军的一个单位。驻地第聂伯罗彼得罗夫斯克州切爾卡斯凯。
该旅从一开始就参与了在2014年开始的乌俄战争。该旅所属的部队经历了战争中数场最激烈的战斗，包括伊洛瓦斯克战役和顿涅茨克机场战役。该旅也是在乌俄战争前期混合战争阶段遭受损失与获得荣誉最多的乌克兰部队。截至2017年底，共有272名军人在战斗中牺牲，截至2018年初，共有1000余名官兵获得国家嘉奖，其中3人获得乌克兰英雄勋章。
该旅的荣誉名称“霍洛德尼亚尔” （烏克蘭語：Холодний Яр，又译为冷谷/冷亚尔）来自于切尔卡瑟地区山林间此地在烏克蘭獨立戰爭期间及第二次世界大战期间活跃的反抗军部队。

## 历史

### 蘇聯時期
該旅最早可最溯至1943年5月10日成立的蘇聯紅軍近衛第93步兵師，由紅旗第92獨立步兵旅以及近衛第13獨立步兵旅合編而成，成立不久就投入到第四次哈爾科夫戰役，並與其他部隊一起奪回該城市，之後更隨蘇軍攻入布拉格，戰後被改組為第35機械化步兵師，並參與華沙公約組織干預匈牙利十月革命，此後便駐紮在匈牙利並改制為第95摩托化步兵師。
1991年，苏军近卫摩托化步兵第95师从匈牙利迁至第聂伯罗彼得罗夫斯克州切尔卡瑟村。苏联解体后，该部队为乌克兰武装部队继承。2002年，整编为第93机械化旅，其余下辖单位除防空导弹团成为独立单位外，大多被解散。

### 参与联合国维和行动
该部队是乌克兰武装部队最早参与联合国维和行动的单位。第108维和训练中心是在第93师第112摩步团的基础上组建的。 1990年代，由该部队下辖单位组建的第240独立特种营参与了在前南斯拉夫地区的15轮次的维和任务。2004年至2005年预定派出人员于伊拉克执行维和任务，但因训练结束后因决定减少派遣的维和部队人数而解散，其中一小部分人员补充至了73营。此外，该部队人员还参与了在塞拉利昂、利比里亚和黎巴嫩的联合国维和任务。

### 乌俄战争

#### 顿涅茨克机场
该旅在2014年秋末——2015年初参与了防御顿涅茨克机场的战斗。包括第93旅成员在内的守卫者坚守机场长达242天，被敌人称为“半机械人”。这一称呼随即广为传播，成为抵抗俄罗斯入侵的象征之一。
2015年至2018年, 该旅所有苏联时期所获的荣誉勋章与称号均被撤除。第93旅随后于2018年获颁新的军旗与“霍洛德尼亚尔”荣誉称号，以纪念该地在乌克兰独立战争以及二战期间的反抗军活动。

### 俄罗斯全面入侵乌克兰期间

#### 苏梅战役
2022年2月24日俄罗斯全面入侵乌克兰之后，第93机械化旅转战多个战场迎击来袭的俄军部队。在战争初期发生在北线苏梅州的战斗中，第93旅迫退了俄军部队第4近卫坦克师，并使后者遭遇了重大伤亡，一些估计甚至认为损失了高达80%的装备。公开来源情报显示，仅有俄军第4近卫坦克师装备的T-80U坦克至少有77台在此役中被毁或被俘。随后俄第4近卫坦克师撤回俄境内休整。第93旅参与了特罗斯佳涅茨战役并在3月26日解放该市，并在此发现俄军被毁及被遗弃的大量重装备。
2022年5月9日，该旅在前线进行了胜利日游行，展示了多型缴获自俄军的坦克。

#### 伊久姆战役
在成功于北线的苏梅战役中迫退俄军后，第93机械化旅被部署到伊久姆突出部西部应对俄军的进攻。俄军于4月初突破了库皮扬斯克-伊久姆一带的防御并试图和顿巴斯地区中部的俄军集团形成钳形攻势夹击乌克兰在该区域的防御中枢斯洛維揚斯克和克拉馬托爾斯克。93旅成功于伊久姆西南部的防线阻滞了俄军的攻势，为后来哈尔科夫反攻和伊久姆战役的胜利奠定了基础。

#### 巴赫穆特战役
在占领了利西昌斯克后，俄军于整个战线的攻势在7月中旬开始陷于停滞，几个月间再未能占领任何较大的定居点。但俄军一直试图从波帕斯納方向向西进攻，试图突破乌军在巴赫穆特-索列达尔-锡韦尔斯克一线的防御。在9月乌军哈尔科夫反攻后，这一防线更是俄军在整个战线上唯一保持攻势的区域。第93机械化旅于此期间被调往此处进行防守，成功與第92机械化旅、第53机械化旅、第71步兵旅、第65旅和第112领土防御旅等多個旅級重裝備部队約2萬人的阻击下，阻止了包括俄军瓦格纳集团在内的部队的多次进攻。